# 野中友博
野中 友博（のなか ともひろ、1962年10月6日 - 2023年4月25日）は、日本の劇作家・演出家である。「演劇実験室∴紅王国」を主宰。

## 生涯
高校生時代にはテレビ朝日系列の若者トーク番組「レッツ!VOICE」のレギュラー出演者の一人で、現・衆議院議員の石原宏高とも共演していた。
桐朋学園芸術短期大学演劇科卒業。同演劇科の16期生で、同期入学の学友には、てらそままさき、林田尚親、飯星景子、日下由美、平栗あつみ、弥生みつきなどがいる。
1998年に『化蝶譚』でテアトロ新人戯曲賞を受賞した。
2016年、白水社刊の「日本戯曲大事典」では、「泉鏡花や寺山修司を尊敬し、幻想豊かな作風、硬質な文体に特徴がある」と紹介されている。その項目の執筆者は演出家・演劇評論家の石澤秀二である。
2017年2月に最新作『海神の社』を主宰する演劇実験室∴紅王国によって上演。上演台本はテアトロ2017年3月号に掲載された。
2023年4月25日、扁平上皮がんのため死去。60歳没。

## 著書
- 主著は戯曲『不死病(フジノヤマイ)』(カモミール社)、『戯曲が書ける』(ブロンズ新社・斉藤憐、小里清、篠原久美子と共著)。
- 総合演劇雑誌テアトロには、テアトロ新人戯曲賞受賞作『化蝶譚』の他、『我が名はレギオン』、『破提宇子』などの戯曲が掲載されている。